# Осипов, Алексей Иванович (штурман)
Алексей Иванович Осипов (7 марта 1859, Нарва — 26 января 1936, Ленинград) — русский морской офицер, гидрограф, участник Цусимского похода и сражения. Нарвский городской голова (1910—1917).

## Биография
- 1879 — Окончил Техническое училище Морского ведомства. Служил на крейсере «Азия».
- 1897—1898 — штабс-капитан КФШ, старший штурманский офицер крейсера «Герцог Эдинбургский».
- 1901 — Капитан КФШ.
- Апрель 1902 — По просьбе Э. Н. Щенсновича назначен старшим штурманским офицером эскадренного броненосца «Ретвизан».
- 4 октября 1902 — По совместительству флагманский штурманский офицер отряда судов, идущих в Тихий океан.
- 17 августа 1903 — Списан по болезни.
- 1905 — Флагманский штурман 2-го броненосного отряда 2-й Тихоокеанской эскадры.
- 14 мая 1905 — Во время Цусимского сражения находился на эскадренном броненосце «Ослябя». После гибели корабля спасён из воды миноносцем «Буйный», передан на крейсер «Дмитрий Донской».
- 15 мая 1905 — Контужен, взят в плен японцами вместе с командой крейсера.
- 23 февраля 1909 — Вышел в отставку с производством в генерал-майоры, поселился в Нарве.
- 25 апреля 1910 — Городской голова, возглавлял городской сиротский суд.
- 30 июля 1910 — Председатель Нарвского добровольного пожарного общества.
- 15 ноября 1910 — Председатель Попечительского совета Коммерческого училища.
- 20 марта 1911 — Председатель общества призрения бедных.
- 22 января 1912 — Председатель Совета старшин Нарвского пожарного общественного собрания.
- 31 января 1912 — Член Попечительского совета женской гимназии.
- 29 апреля 1916 — Почётный попечитель мужской гимназии.
- 5 марта 1917 — Арестован и смещен с должности городского головы.
- 1918 — Выслан в Советскую Россию. Находился в заключении в Ямбургской тюрьме, затем сослан на поселение в Сибирь.
- 1919 — Сформировал поисковую партию с целью гидрографического обеспечения плавания судов Хлебной экспедиции из Архангельска в устье Оби.
- 8 сентября 1920 — Вместе с Сергеем Дмитриевичем Лаппо открыл в Обской губе бухту, названную Новым Портом.
- 1921 — Разрешено вернуться в Ленинград.

## Награды
- Орден Святого Владимира 4-й степени
- Орден Святого Станислава 2-й степени
- Орден Святой Анны 3-й степени
- Серебряная медаль «В память царствования Александра III»
- Бронзовая медаль «За труды по первой всеобщей переписи населения»
- Бронзовая медаль с бантом «В память Русско-японской войны 1904—1905 гг.»
- Мекленбург-Шведский орден Венденской короны Кавалерского Креста
- Прусский орден Короны IV класса

## Память
- Именем А. И. Осипова, исполнявшего обязанности старшего штурмана на клипере «Джигит», в 1891 году был назван обследованный экипажем клипера мыс в заливе Стрелок.